# Белиці (Пижицький повіт)
Белиці (пол. Bielice) — село в Польщі, у гміні Белиці Пижицького повіту Західнопоморського воєводства.
Населення — 601 особа (2011).
У 1975-1998 роках село належало до Щецинського воєводства.

## Демографія
Демографічна структура станом на 31 березня 2011 року:
|          | Загалом | Допрацездатний вік | Працездатний вік | Постпрацездатний вік |
| -------- | ------- | ------------------ | ---------------- | -------------------- |
| Чоловіки | 296     | 78                 | 198              | 20                   |
| Жінки    | 305     | 66                 | 193              | 46                   |
| Разом    | 601     | 144                | 391              | 66                   |